# Chó sục

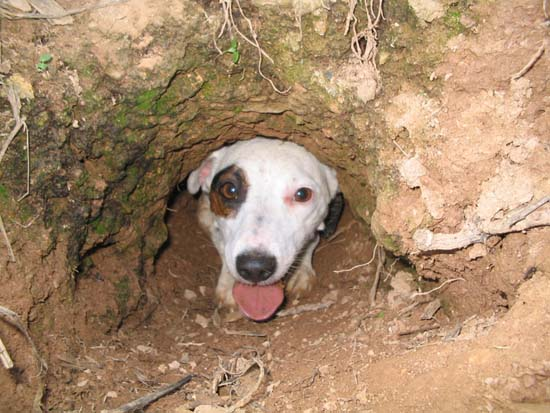
Một con chó sục đang làm việc

Chó sục hay chó đào đất (tiếng Anh: terrier, từ tiếng Latinh terra nghĩa là "đất") là những giống chó cỡ nhỏ và trung bình được lai tạo và chọn giống nhằm mục đích diệt các loại chuột và các loài gặm nhấm. Ngày nay nhiều giống chó sục được chọn làm chó cảnh.

## Đặc điểm
Là những giống chó cỡ nhỏ và trung bình trong khoảng từ 1 kg cho đến 32 kg với những khác biệt so với các giống chó khác qua quá trình chọn chống để tạo ra những loài chó có khả năng đào bới, sục sạo mặt đất để bắt con mồi, đặc biệt là bắt các loài chuột và các loài gặm nhấm khác như săn thỏ ẩn nấp ở các hang, hốc trong các trang trại và hầm mỏ, ngoài ra còn có thể dùng để săn cáo. Chó sục được chọn giống và ra đời tại Anh, chúng là các loài chó diệt chuột tốt nhất.
Với các đặc điểm phục vụ cho việc đào bới, bắt mồi như có cơ thể nhỏ gọn, chân ngắn giúp chúng đào bới giỏi để có thể chui xuống những cái lỗ dưới đất để truy tìm những động vật ẩn nấp, mõm nhọn, hàm khỏe như mỏ kẹp giúp chúng có thể sục sạo và ngoạm giữ lấy con mồi để kéo lên mặt đất, chúng có thể bắt được cả thỏ, chuột, thậm chí cả rắn, chúng có lông dày và sát cơ thể để bảo vệ phần mặt và cổ khi đào bới, chui rúc, chúng có cái đuôi rất khoẻ để con người nắm mà kéo lên từ những cái hang mà không thấy đau. Chúng có tập tính thích đào bới và thích tha đồ về. Do đặc tính này, chúng rất hiếu động và nhanh nhẹn.

## Một số giống
- Chó sục săn chuột
- Chó sục cáo
- Chó sục Úc
- Chó sục Séc
- Chó sục Nga đen
- Chó sục Manchester
- Chó sục Boston
- Chó sục Yorkshire
- Chó sục Bedlington
- Chó sục cáo lông xoăn
- Chó sục cáo lông mượt
- Chó sục cáo cảnh
- Chó sục Bun
- Chó sục Skye
- Chó sục Scotland
- Chó sục Bun Staffordshire
- Chó sục Bun Mỹ
- Chó sục Wheaten lông mềm
- Miniature Schnauzer